# 王秉
王 秉（おう へい、生没年不詳）は、西魏から隋にかけての武人。本貫は太原郡祁県。『北史』では李昞の諱を避けるために名を康と書かれる。

## 経歴
王思政の子として生まれた。549年（大統15年）、父が潁川で敗れて東魏に降伏したが、王秉は西魏に残った。父の太原公の爵位を嗣ぎ、驃騎大将軍・侍中・開府儀同三司の位を受けた。550年（大統16年）、東征に参加し、使持節・大都督の任を加えられ、父の旧部下の兵士を配属された。553年（廃帝2年）、尉遅迥の下で蜀を攻撃し、天水郡に駐屯した。ほどなく拓王氏の姓を賜り、敷州刺史となった。560年（武成2年）、匠師中大夫に任じられ、載師中大夫に転じた。562年（保定2年）、安州総管に任じられた。571年（天和6年）、柱国に上った。575年（建徳4年）、襄州総管に転じた。隋に入って、汴州刺史として死去した。

## 子女
- 王裕（長男）
  - 王仁表（孫）
    - 王方翼（曾孫）
      - 王瑨（玄孫）
        - 王鉷（六世孫）
        - 王銲（六世孫）
- 王某（次男）
  - 王仁祐（孫）
    - 唐高宗皇后王氏（曾孫娘）

## 伝記資料
- 『周書』巻18 列伝第10
- 『北史』巻62 列伝第50